# Îles Yaeyama
Cet article concerne un archipel. Pour la langue qui s'y parle, voir Yaeyama.
Les îles Yaeyama (八重山列島, Yaeyama rettō, littéralement « chaine d'îles Yaeyama ») ou archipel Yaeyama (八重山諸島, Yaeyama shotō), sont un groupe d'îles au sud-ouest du Japon, faisant partie de l'archipel Sakishima, avec les îles Miyako à l'est et les îles Senkaku plus au nord, et donc de l'archipel Ryūkyū. Cet archipel est situé en mer de Chine orientale, entre Okinawa, la grande île de l'archipel d'Okinawa, et l'île de Taïwan.

## Géographie
Yaeyama est composé de douze îles habitées :
- Ishigaki-jima (石垣島?) : 222,63 km2[1],
- Iriomote-jima (西表島?) : 289,28 km2[1], à laquelle est accolée Sotobanari-jima (外離島?, 1,32 km2)[1],[2],
- entre ces deux grandes îles, on trouve : 
  - Taketomi-jima (竹富島?, 5,42 km2)[1],
  - Kuro-shima (黒島?, 10,02 km2) et Aragusuku-jima (新城島?, 3,34 km2)[1],
  - Kohama-jima (小浜島?, 7,84 km2) et les petite Yubu-jima (由布島?, 0,15 km2) et Kayama-jima (嘉弥真島?, 0,39 km2)[1],
  - Hatoma-jima (鳩間島?, 0,96 km2)[1],
- plus au sud Hateruma-jima (波照間島?, 12,77 km2)[1],
- et franchement à l'ouest Yonaguni-jima (与那国島?, 29 km2)[1],

Et de deux îles de plus de 0,1 km2 inhabitées : 
- Kojima (小島?, 0,37 km2), collée à Ishigaki-jima, et Uchibanari-jima (内離島?, 2,10 km2), entre Sotobanari et Iriomote-jima[1].

Ishigaki est à environ 260 km de Taïwan, et à quarante minutes d'avion d'Okinawa Hontō.

## Administration

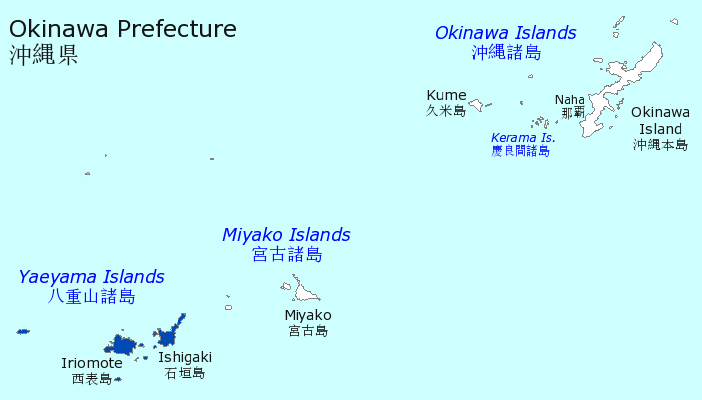
Situation des îles dans la préfecture d'Okinawa.

Les îles Yaeyama forment la sous-préfecture de Yaeyama (八重山支庁, Yaeyama shichō) dans la préfecture d'Okinawa. La sous-préfecture est divisée en deux entités :
- La ville d'Ishigaki (石垣市, Ishigaki-shi?) sur l'île éponyme : 48 123 habitants en 2012[1],
- Le district de Yaeyama (八重山郡, Yaeyama-gun?), composé de deux bourgs :
  - Taketomi (竹富町, Taketomi-chō?) sur Iriomote, Taketomi et les huit autres îles alentour : 3 923 habitants en 2012 (dont 2 224 habitants à Iriomote)[1],
  - Yonaguni (与那国町, Yonaguni-chō?) sur l'île éponyme : 1 581 habitants en 2012[1].

Les îles Senkaku, inhabitées, dépendent administrativement de la ville d'Ishigaki.

## Culture et tourisme

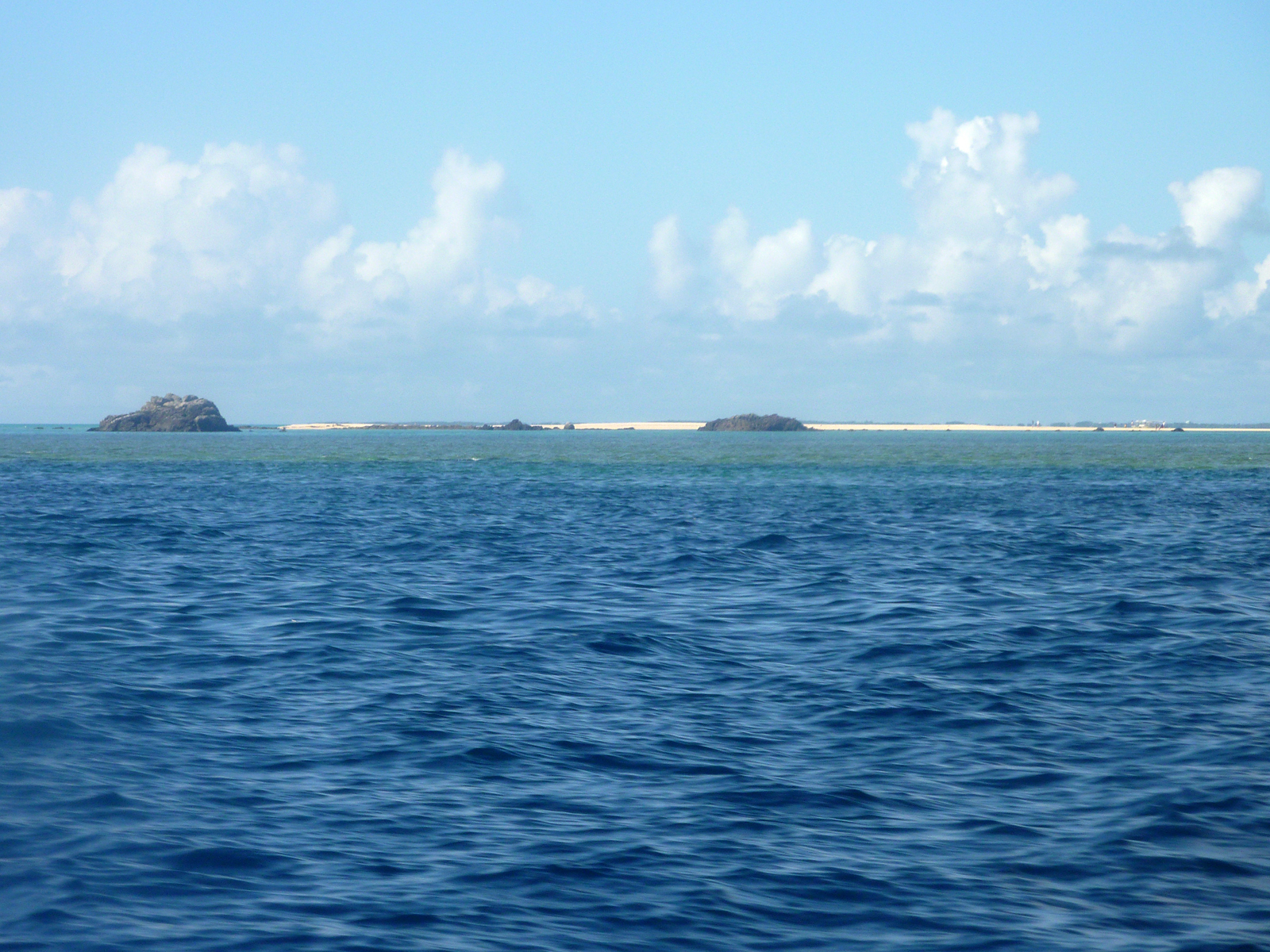
Vue depuis le large.

Bien que faisant aujourd'hui partie du Japon et plus précisément des îles Ryukyu avec l'archipel d'Okinawa, les populations préhistoriques des îles Yaeyama semblent avoir eu peu de contacts avec celles d'Okinawa et encore moins avec les Jomons du Japon.
La langue locale s'appelle le yaeyama et fait partie des langues ryukyu, exception faite de Yonaguni-jima, où l'on parle le yonaguni.
Les trois îles les plus connues de l'archipel sont Ishigaki-jima, Iriomote-jima et Taketomi-jima. L'aéroport de l'archipel se trouve à Ishigaki-jima, les autres îles étant desservies par bateau.
Quoique faiblement peuplées, ces îles sont bien connues des Japonais : c'est une destination touristique prisée, bien plus préservée qu'Okinawa Hontō, avec de belles plages protégées par les barrières de corail, et où les possibilités de faire de la plongée sous-marine sont nombreuses.
La race de cheval yonaguni est originaire de ces îles ; en outre, l'espèce de chat dite Iriomote yamaneko (chat sauvage d'Iriomote, Felis iriomotensis) y est endémique et considérée comme un trésor du patrimoine national japonais.
Une partie de ces îles fait partie du parc national d'Iriomote-Ishigaki.